# Hoán đổi thân xác
Hoán đổi thân xác là một bộ phim hài - giả tưởng của Việt Nam, do Nhất Trung làm đạo diễn và biên kịch với sự tham gia của các diễn viên Hoài Linh, Chí Tài, Nhật Cường, Trương Thế Vinh, Ngọc Oanh, Gia Bảo và Phi Phụng. Phim được công chiếu từ ngày 23 tháng 12 năm 2011, chiếu đồng loạt tại 27 tỉnh, thành là điều chưa từng xảy ra trước đó trong lịch sử chiếu bóng Việt Nam.

## Diễn viên
- Hoài Linh trong vai BangBang - nhà khoa học gian xảo, lấy cắp con chip trong cỗ máy hoán đổi
- Chí Tài trong vai Bystand - nhà khoa học đã luống tuổi luôn tự hào về những cống hiến cả đời của mình. Với phương châm "khoa học là phải chờ đợi", Bystand chẳng hề nao núng khi hết phát minh này đến sáng chế nọ của mình thất bại thảm hại. Cùng người bạn đồng hành, chú chó Xuki hồn nhiên vui vẻ, nhà khoa học dành trọn tâm huyết vào dự án để đời của mình, một cỗ máy có thể thay đổi vận mệnh nhân loại, với con chip chuyển đổi nguyên tử cho phép chuyển đổi năng lực của một người sang một người khác. (†)
- Nhật Cường trong vai quản lý Baby - vì muốn siêu mẫu Victoria Nguyễn của mình trở thành ca sĩ nổi tiếng nên đã tìm mua giọng hát của Trương Thế Vinh
- Trương Thế Vinh trong vai Trương Thế Vinh - chàng ca sĩ nghiệp dư sẵn sàng bán giọng ca vàng của mình đi để kiếm số tiền lớn chữa bệnh cho bà ngoại. Mọi thứ đã được lên kế hoạch hoàn hảo, và dường như đây sẽ là một cột mốc lịch sử mới cho ngành khoa học tối tân của con người. Chỉ trừ một chi tiết rất nhỏ thôi: chiếc máy không chỉ hoán đổi giọng ca, mà hoán đổi cả cơ thể của chàng trai và cô gái. Nói ngắn gọn, Victoria mỏng manh yếu đuối giờ đây kẹt cứng trong cơ thể cơ bắp cuồn cuộn của Vinh, còn Vinh nam tính mạnh mẽ nay sở hữu cơ thể siêu mẫu 3 vòng cực chuẩn của Victoria.
- Ngọc Oanh trong vai Victoria Nguyễn - siêu mẫu xinh đẹp, giàu có nhưng sở hữu giọng ca chói tai vô phương cứu chữa.
- Phi Phụng trong vai cô giáo thanh nhạc
- Long Đẹp Trai trong vai Trung Nhạc Sĩ
- Linh Trung trong vai bác sĩ 1
- Bạch Long trong vai bác sĩ 2
- Mai Trần trong vai ông già
- Ba Luân trong vai đàn em cà lăm của BangBang
- Dung Nhon vai đàn em mập của BangBang
- Hải Triều trong vai Ủn Ỉn
- Chiến trong vai Tyason Võ
- Bá Nhân trong vai gay 1
- Thanh Khang trong vai gay 2
- Thiên Thủy trong vai nữ nhà báo
- Thành Nam trong vai bảo vệ Bystand
- Tân Trực trong vai bảo vệ VNC 1
- Quang Khang trong vai bảo vệ VNC 2
- Thanh Tâm trong vai thư ký
- Thành Tài trong vai đạo diễn catwalk
- Bé Vỹ trong vai Trương Thế Vinh (lúc nhỏ)
- Tùng Linh trong vai biên tập Thái Hùng
- Phi Điểu trong vai bà ngoại Trương Thế Vinh
- Công Huy trong vai bé mập
- Long Ho trong vai bảo vệ
- Cát Trắng trong vai trọng tài
- Quản lý Phi Vũ và con chó